# CFU Club Shield 2025
Navigation
Édition précédente Édition suivante
Le CFU Club Shield 2025 est la huitième édition de la seconde plus importante compétition inter-clubs caribéenne de football.
Cette compétition organisée par la CONCACAF oppose les meilleures équipes des championnats amateurs de l'Union caribéenne de football (UCF ou CFU) et les troisièmes des championnats professionnels.
Les finalistes du CFU Club Shield se qualifient pour la Coupe caribéenne de la CONCACAF 2025.

## Format
Le format du tournoi dépend du nombre d'équipes qui participeront réellement, toutes les associations n'envoyant pas forcément un représentant.
À l'issue du tournoi, les finalistes se qualifient pour la Coupe caribéenne de la CONCACAF 2025.

## Participants
Chacune des 31 associations membres de l'Union caribéenne de football peuvent envoyer un représentant dans la compétition.
- 1 place est attribuée aux championnats professionels, le Championnat d'Haïti, le Championnat de Jamaïque, le Championnat de République dominicaine, le Championnat de Trinité-et-Tobago et le Championnat du Suriname ;
- 1 place est attribuée aux championnats amateurs éligibles.
- 1 place supplémentaire a été attribué au Championnat de Trinité-et-Tobago pour cette édition.

| Haïti                      | Haïti                      | Jamaïque                        | Jamaïque                        |
| -------------------------- | -------------------------- | ------------------------------- | ------------------------------- |
| 2e du Championnat 2025     | AS Capoise                 | 3e du Championnat 2024-2025     | Arnett Gardens FC               |
| République dominicaine     | République dominicaine     | Trinité-et-Tobago               | Trinité-et-Tobago               |
| 3e du Championnat 2024     | Moca FC                    | 3e du Championnat 2024-2025     | Police FC                       |
|                            |                            | 4e du Championnat 2024-2025     | AC Port of Spain                |
| Suriname                   | Suriname                   | Anguilla                        | Anguilla                        |
| 2e du Championnat 2024     | SV Transvaal               | Champion 2024                   | Doc's United FC                 |
| Antigua-et-Barbuda         | Antigua-et-Barbuda         | Aruba                           | Aruba                           |
| Champion 2023-2024         | All Saints UFC             | Champion 2023-2024              | SV Britannia                    |
| Bahamas                    | Bahamas                    | Barbade                         | Barbade                         |
| Aucun club qualifié        |                            | Champion 2024                   | Weymouth Wales FC               |
| Bermudes                   | Bermudes                   | Bonaire                         | Bonaire                         |
| Aucun club qualifié        |                            | Champion 2024                   | Real Rincon                     |
| Cuba                       | Cuba                       | Curaçao                         | Curaçao                         |
| Champion 2024              | Compétition annulée        | Champion 2023-2024              | Compétition interrompue         |
| Dominique                  | Dominique                  | Grenade                         | Grenade                         |
| Champion 2024              | Dublanc FC                 | Champion 2023-2024              | Paradise FCI                    |
| Guadeloupe                 | Guadeloupe                 | Guyana                          | Guyana                          |
| Aucun club qualifié        |                            | Champion 2024                   | Guyana Defence Force FC         |
| Guyane                     | Guyane                     | Îles Caïmans                    | Îles Caïmans                    |
| Champion 2023-2024         | AS Étoile de Matoury       | Champion 2023-2024              | Scholars International SC       |
| Îles Turques-et-Caïques    | Îles Turques-et-Caïques    | Îles Vierges britanniques       | Îles Vierges britanniques       |
| Champion 2023-2024         | AFC Academy                | Champion 2023-2024              | Wolues FC                       |
| Îles Vierges américaines   | Îles Vierges américaines   | Martinique                      | Martinique                      |
| Champion 2023-2024         | Rovers FC                  | Champion 2023-2024              | Club franciscain                |
| Montserrat                 | Montserrat                 | Porto Rico                      | Porto Rico                      |
| Champion 2024              | Compétition annulée        | Champion 2023-2024              | Academia Quintana               |
| Saint-Christophe-et-Niévès | Saint-Christophe-et-Niévès | Saint-Vincent-et-les-Grenadines | Saint-Vincent-et-les-Grenadines |
| Champion 2024              | St. Paul's UFC             | Champion 2023-2024              | Compétition annulée             |
| Sainte-Lucie               | Sainte-Lucie               | Saint-Martin                    | Saint-Martin                    |
| Champion 2024              | La Clery FL                | Aucun club qualifié             |                                 |
| Sint-Maarten               |                            |                                 |                                 |
| Champion 2024              | SCSA Eagles                |                                 |                                 |

| \| AS Capoise Arnett Gardens FC Moca FC Police FC · AC Port of Spain SV Transvaal0 · Guyana Defence Force FC0 · AS Étoile de Matoury0 Doc's United FC All Saints UFC SV Britannia Weymouth Wales FC Real Rincon Dublanc FC Paradise FCI Scholars International SC AFC Academy Wolues FC Rovers FC Club franciscain Academia Quintana St. Paul's UFC La Clery FL SCSA Eagles \| Localisation des clubs qualifiés pour la compétition. |
| AS Capoise Arnett Gardens FC Moca FC Police FC · AC Port of Spain SV Transvaal0 · Guyana Defence Force FC0 · AS Étoile de Matoury0 Doc's United FC All Saints UFC SV Britannia Weymouth Wales FC Real Rincon Dublanc FC Paradise FCI Scholars International SC AFC Academy Wolues FC Rovers FC Club franciscain Academia Quintana St. Paul's UFC La Clery FL SCSA Eagles                                                             |

## Calendrier
| Phase de groupes (2025)            |                             |                             |
| Journées 1 Journées 2              | 26-27 Juillet 28-29 Juillet | 26-27 Juillet 28-29 Juillet |
| Nom                                | Matchs simples              |                             |
| Phase à élimination directe (2025) |                             |                             |
| Demi-finale                        | 1er Août                    |                             |
| 3e Place                           | 3 Août                      |                             |
| Finale                             | 3 Août                      |                             |

## Phase de groupes

### Format et tirage au sort
Le tirage au sort est effectué le 9 juin 2025. Les vingt-quatre équipes participantes sont réparties en six chapeaux de quatre clubs selon l'historique des résultats des clubs représentant leur nation lors des éditions précédentes.
| Chapeau 1         | Chapeau 2         | Chapeau 3                 |
| ----------------- | ----------------- | ------------------------- |
| Arnett Gardens FC | SV Transvaal      | St. Paul's UFC            |
| AS Capoise        | Club franciscain  | All Saints UFC            |
| Moca FC           | Academia Quintana | Scholars International SC |
| Police FC         | SV Britannia      | Real Rincon               |

| Chapeau 4            | Chapeau 5               | Chapeau 6       |
| -------------------- | ----------------------- | --------------- |
| Dublanc FC           | La Clery FL             | Paradise FCI    |
| Weymouth Wales FC    | AC Port of Spain        | Rovers FC       |
| AS Étoile de Matoury | Guyana Defence Force FC | Doc's United FC |
| AFC Academy          | SCSA Eagles             | Wolues FC       |

### Classements et Résultats
Pour la première fois, la compétition introduit le système suisse au niveau de la phase de groupe, chaque équipe jouera 2 matchs durant la phase de groupe selon un tirage prédéfini et sera classé dans ce groupe sans affronter l'ensemble des équipes.
Légende des classements
- Qualifié pour les demi-finales
- Forfait général

#### Groupe A
| Rang | Équipe            | Pts | J | G | N | P | Bp | Bc | Diff |  | Résultats (▼ dom., ► ext.) |     |  |     |     |  |     |
| ---- | ----------------- | --- | - | - | - | - | -- | -- | ---- |  | -------------------------- | --- |  | --- | --- |  | --- |
| 1    | AFC Academy       | 6   | 2 | 2 | 0 | 0 | 8  | 0  | +8   |  | AFC Academy                |     |  |     |     |  | 5-0 |
| 2    | Academia Quintana | 6   | 2 | 2 | 0 | 0 | 8  | 0  | +8   |  | Academia Quintana          |     |  |     | 3-0 |  | 5-0 |
| 3    | La Clery FL       | 4   | 2 | 1 | 1 | 0 | 4  | 1  | +3   |  | La Clery FL                |     |  |     |     |  |     |
| 4    | Real Rincon       | 1   | 2 | 0 | 1 | 1 | 1  | 4  | -3   |  | Real Rincon                |     |  | 1-1 |     |  |     |
| 5    | AS Capoise        | 0   | 2 | 0 | 0 | 2 | 0  | 6  | -6   |  | AS Capoise                 | 0-3 |  | 0-3 |     |  |     |
| 6    | Rovers FC         | 0   | 2 | 0 | 0 | 2 | 0  | 10 | -10  |  | Rovers FC                  |     |  |     |     |  |     |

#### Groupe B
| Rang | Équipe                  | Pts | J | G | N | P | Bp | Bc | Diff |  | Résultats (▼ dom., ► ext.) |  |     |  |     |     |     |
| ---- | ----------------------- | --- | - | - | - | - | -- | -- | ---- |  | -------------------------- |  | --- |  | --- | --- | --- |
| 1    | Moca FC                 | 6   | 2 | 2 | 0 | 0 | 2  | 0  | +2   |  | Moca FC                    |  |     |  | 1-0 | 1-0 |     |
| 2    | Paradise FCI            | 4   | 2 | 1 | 1 | 0 | 5  | 3  | +2   |  | Paradise FCI               |  |     |  |     |     |     |
| 3    | SV Britannia            | 4   | 2 | 1 | 1 | 0 | 3  | 1  | +2   |  | SV Britannia               |  | 1-1 |  |     |     | 2-0 |
| 4    | Guyana Defence Force FC | 3   | 2 | 1 | 0 | 1 | 2  | 1  | +1   |  | Guyana Defence Force FC    |  |     |  |     |     |     |
| 5    | AS Étoile de Matoury    | 0   | 2 | 0 | 0 | 2 | 2  | 5  | -3   |  | AS Étoile de Matoury       |  | 2-4 |  |     |     |     |
| 6    | St. Paul's UFC          | 0   | 2 | 0 | 0 | 2 | 0  | 4  | -4   |  | St. Paul's UFC             |  |     |  | 0-2 |     |     |

#### Groupe C
| Rang | Équipe            | Pts | J | G | N | P | Bp | Bc | Diff |  | Résultats (▼ dom., ► ext.) |     |  |     |  |     |     |
| ---- | ----------------- | --- | - | - | - | - | -- | -- | ---- |  | -------------------------- | --- |  | --- |  | --- | --- |
| 1    | Weymouth Wales FC | 6   | 2 | 2 | 0 | 0 | 11 | 1  | +10  |  | Weymouth Wales FC          |     |  |     |  |     | 8-0 |
| 2    | SV Transvaal      | 4   | 2 | 1 | 1 | 0 | 3  | 0  | +3   |  | SV Transvaal               |     |  | 0-0 |  |     | 3-0 |
| 3    | All Saints UFC    | 4   | 2 | 1 | 1 | 0 | 3  | 1  | +2   |  | All Saints UFC             |     |  |     |  | 3-1 |     |
| 4    | Police FC         | 3   | 2 | 1 | 0 | 1 | 7  | 4  | +3   |  | Police FC                  | 1-3 |  |     |  | 6-1 |     |
| 5    | SCSA Eagles       | 0   | 2 | 0 | 0 | 2 | 2  | 9  | -7   |  | SCSA Eagles                |     |  |     |  |     |     |
| 6    | Wolues FC         | 0   | 2 | 0 | 0 | 2 | 0  | 11 | -11  |  | Wolues FC                  |     |  |     |  |     |     |

#### Groupe D
| Rang | Équipe                    | Pts | J | G | N | P | Bp | Bc | Diff |  | Résultats (▼ dom., ► ext.) |  |     |  |     |     |     |
| ---- | ------------------------- | --- | - | - | - | - | -- | -- | ---- |  | -------------------------- |  | --- |  | --- | --- | --- |
| 1    | Club franciscain          | 6   | 2 | 2 | 0 | 0 | 7  | 1  | +6   |  | Club franciscain           |  |     |  |     | 1-0 | 6-1 |
| 2    | AC Port of Spain          | 6   | 2 | 2 | 0 | 0 | 6  | 2  | +4   |  | AC Port of Spain           |  |     |  |     |     |     |
| 3    | Arnett Gardens FC         | 3   | 2 | 1 | 0 | 1 | 5  | 4  | +1   |  | Arnett Gardens FC          |  | 1-4 |  | 4-0 |     |     |
| 4    | Dublanc FC                | 3   | 2 | 1 | 0 | 1 | 2  | 5  | -3   |  | Dublanc FC                 |  |     |  |     |     | 2-1 |
| 5    | Scholars International SC | 0   | 2 | 0 | 0 | 2 | 1  | 3  | -2   |  | Scholars International SC  |  | 1-2 |  |     |     |     |
| 6    | Doc's United FC           | 0   | 2 | 0 | 0 | 2 | 2  | 8  | -6   |  | Doc's United FC            |  |     |  |     |     |     |

## Phase finale

### Tableau
|  | Demi-finales      | Demi-finales      | Demi-finales      | Demi-finales      |                               |         | Finale | Finale | Finale | Finale |
|  |                   |                   |                   |                   |                               |         |        |        |        |        |
|  |                   |                   |                   |                   |                               |         |        |        |        |        |
|  | AFC Academy       | AFC Academy       | 0 (4)             | 0 (4)             |                               |         |        |        |        |        |
|  | AFC Academy       | AFC Academy       | 0 (4)             | 0 (4)             |                               |         |        |        |        |        |
|  | Moca FC           | Moca FC           | 0 (5)             | 0 (5)             |                               |         |        |        |        |        |
|  | Moca FC           | Moca FC           | 0 (5)             | 0 (5)             | Moca FC                       | Moca FC | 3      | 3      |        |        |
|  |                   |                   |                   |                   | Moca FC                       | Moca FC | 3      | 3      |        |        |
|  |                   |                   | Weymouth Wales FC | Weymouth Wales FC | 2                             | 2       |        |        |        |        |
|  | Weymouth Wales FC | Weymouth Wales FC | Weymouth Wales FC | Weymouth Wales FC | 2                             | 2       | 2      | 2      |        |        |
|  | Weymouth Wales FC | Weymouth Wales FC |                   |                   |                               |         |        | 2      |        |        |
|  | Club franciscain  | Club franciscain  | 1                 | 1                 |                               |         |        |        |        |        |
|  | Club franciscain  | Club franciscain  | 1                 | 1                 | Match pour la troisième place |         |        |        |        |        |
|  |                   |                   |                   |                   |                               |         |        |        |        |        |
|  |                   |                   |                   |                   |                               |         |        |        |        |        |
|  | AFC Academy       | AFC Academy       | 0                 | 0                 |                               |         |        |        |        |        |
|  | AFC Academy       | AFC Academy       | 0                 | 0                 |                               |         |        |        |        |        |
|  | Club franciscain  | Club franciscain  | 2                 | 2                 |                               |         |        |        |        |        |
|  | Club franciscain  | Club franciscain  | 2                 | 2                 |                               |         |        |        |        |        |

### Demi-finales
| Équipe            | Score               | Équipe           |
| ----------------- | ------------------- | ---------------- |
| AFC Academy       | 0 - 0 (Tab : 4 - 5) | Moca FC          |
| Weymouth Wales FC | 2 - 0               | Club franciscain |

### Match pour la troisième place
| 3 août 2025 | AFC Academy | 0 - 2   | Club franciscain                      | Stade Ato-Boldon Couva |  |
| 17h00       |             | (0 - 1) | 13e Stéphane Abaul · 85e Mathis Priam |                        |  |

### Finale
| 3 août 2025 | Moca FC                                                     | 3 - 2 | Weymouth Wales FC                             | Stade Ato-Boldon Couva |  |
| 19h00       | Gustavo Azcona 24e · Richard Dabas 75e · Sergio Ventura 82e |       | 86e Andre Applewhaite · 87e Nicoli Brathwaite |                        |  |